# ジェシー・サージェント
ジェシー・サージェント（Jesse Sergent、1988年7月8日 - ）は、ニュージーランドの自転車競技選手。

## 来歴
ロードレースとトラックレースの兼用選手。
2005年
- ジュニア世界選手権自転車競技大会 団体追抜 優勝
- オセアニアゲームズ
  - 個人追い抜き ジュニア部門 優勝
  - 個人タイムトライアル(ITT) ジュニア部門・優勝

2006年
- ジュニア世界選手権自転車競技大会
  - 団体追抜 2位
  - 個人追抜 3位
- ニュージーランド選手権
  - ジュニア部門 個人追抜 優勝
  - ジュニア部門 ITT 優勝

2008年
- 北京オリンピック
  - 団体追い抜き 3位

2009年
- トラックレース世界選手権・団体追い抜き 3位
- UCIトラックワールドカップ2009-2010
  - 北京 団体追抜 優勝

2010年
- トラックレース世界選手権
  - 個人追抜 2位
  - 団体追抜 3位
- UCIトラックワールドカップ2010-2011
  - カリ 団体追い抜き 優勝

2011年、チーム・レディオシャックのトレーニーから昇格。
- ドリダーフス・ファン・ウェスト＝フラーンデレン 総合優勝
- トラックレース世界選手権
  - 個人追抜 2位
- エネコ・ツアー 区間1勝(第4)
- ツール・デュ・ポワトゥー＝シャラント 総合優勝
- ロードレース世界選手権・ITT 18位
- UCIトラックワールドカップ2011-2012
  - カリ 団体追い抜き 優勝

2012年、レディオシャック・ニッサン・トレックに移籍。
- ロンドンオリンピック・団体追抜 3位